# Paranga
Paranga (en russe : Параньга́, en mari des prairies : Поранча, Poranča) est une commune urbaine de la république des Maris, en Russie. Elle est le centre administratif du raïon de Paranga (en). Au recensement de 2023, sa population s'élevait de 5 267.

## Statut administratif et municipal
Dans le cadre des divisions administratives, Paranga sert de centre administratif du raïon de Paranga. Selon la division administrative, la commune urbaine de Paranga, ainsi qu'une localité rurale (le village de Liajberdino), sont incorporées dans le raïon, Selon la division municipale, Paranga est incorporée dans le raïon municipal de Paranga en tant que commune urbaine de Paranga.